# Caesar Albrecht Jungclaussen
Caesar Albrecht Jungclaussen (* 5. Dezember 1855 in Hamburg; † 5. Juli 1916 ebenda) war ein deutscher Apotheker. Von 1896 bis 1916 leitete er als  Assessor für Pharmazie im Medizinalkollegium das Hamburger Pharmaziewesen.

## Leben
Caesar Albrecht Jungclaussen war ein Sohn des Hamburger Apothekers Christian Albrecht Jungclaussen (1823–1903) und dessen Frau Louise Agathe Emilie Bernhardine, geb. Roosen-Runge (1826–1914), Tochter des Oberalten Johann Roosen-Runge und Schwester des Apothekers Johann Roosen Runge (1824–1863). Der Pädagoge Jacob Philipp Albrecht Jungclaussen war sein Großvater. Sein Vater hatte 1854 die Strohhaus-Apotheke, Beim Strohhause 10 (heutige Hausnr. 30) in Hamburg-St. Georg erworben.
Er besuchte die Gelehrtenschule des Johanneums bis zum Abitur 1875 und machte dann zunächst eine Lehre bei dem Apotheker Carl Laubinger (1838–1926) in der Universitätsapotheke zum goldenen Engel in Gießen; nebenbei besuchte er pharmazeutische Vorlesungen an der Universität Gießen. Nach dem Gehilfenexamen in Darmstadt sammelte er Erfahrungen als Apothekergehilfe in Leipzig und bei seinem Vater. 1880 begann er sein reguläres Studium der Pharmazie an der Universität Leipzig und der Universität Straßburg. 1882 bestand er in Straßburg das Staatsexamen mit Auszeichnung. Er wollte promovieren, wofür er in den Laboratorien von Rudolph Fittig und Friedrich August Flückiger forschte. Eine schwere Erkrankung seines Vaters machte es jedoch erforderlich, dass er nach Hamburg zurückkehrte und die Verwaltung der Apotheke übernahm. 1888 ging sie in seinen Besitz über.
1893 wurde er auf Vorschlag der Apothekerschaft Assistent im Medizinalkollegium, der Aufsichtsbehörde des Hamburger Senats für Ärzte und Apotheker. 1896 ernannte ihn der Senat zum Assessor der Pharmazie im Medizinalkollegium. Damit war er, immer noch nebenamtlich, Aufsichtsbeamter für das Apothekenwesen Hamburgs und zugleich Leiter der Hamburgischen Pharmazeutischen Lehranstalt. Sie diente der Ausbildung der Lehrlinge und Gehilfen sowie der Vorbildung der Apotheker. Jungclaussen schrieb Beiträge zur Realenzyklopädie der gesamten Pharmazie (1904–1914) und im Archiv der Pharmazie.
1912 verlieh ihm der Senat den Titel Professor.
Er war verheiratet mit Dora Elisabeth, geb. Suhlberg.

## Schriften
- Geschichte der Hamburgischen Apotheken seit Inkrafttreten der Medizinalordnung von 1818 bis zum Abschluß des Jahres 1912: Festschrift zur Feier des 75jährigen Bestehens des Apotheker-Vereins in Hamburg. Hamburg 1913

Digitalisat, UB Braunschweig
aktualisierte Neuauflage als: Rudolf Schmitz, Caesar Albrecht Jungclaussen, Sieglinde Lefrère: Geschichte der Hamburger Apotheken 1818-1965 nach C. A. Jungclaussen. (= Quellen und Studien zur Geschichte der Pharmazie 7) Hamburg: Govi 1966